# سوني تشارلز
سوني تشارلز (بالإنجليزية: Sonny Charles)‏ هو مغني أمريكي، ولد في 4 سبتمبر 1940 في فورت واين في الولايات المتحدة.

## وصلات خارجية
- سوني تشارلز على موقع IMDb (الإنجليزية)
- سوني تشارلز على موقع ميوزك برينز (الإنجليزية)
- سوني تشارلز على موقع ديسكوغز (الإنجليزية)
- سوني تشارلز على موقع قاعدة بيانات الفيلم (الإنجليزية)